# ويليام هاريس (لاعب كرة قدم أمريكية)
ويليام هاريس (بالإنجليزية: William Harris)‏ هو لاعب كرة قدم أمريكية أمريكي، ولد في 10 فبراير 1965، وتوفي في 4 فبراير 2014.